# Pachycarpus lineolatus
Pachycarpus lineolatus är en oleanderväxtart som först beskrevs av Joseph Decaisne, och fick sitt nu gällande namn av Arthur Allman Bullock. Pachycarpus lineolatus ingår i släktet Pachycarpus och familjen oleanderväxter. Inga underarter finns listade i Catalogue of Life.